# Lars Ylander
Lars Aage Ylander, född den 12 augusti 1928, död den 16 november 2010 i Karlstads domkyrkoförsamling, var en svensk friidrottare (häcklöpning). 
Han tävlade för Turebergs IF och Bromma IF. Ylander vann SM-guld på 400 meter häck åren 1952 och 1953. Han utsågs 1952 till Stor Grabb nummer 161.
Vid EM 1950 i Bryssel kom Ylander femma på 400 meter häck. Ylander deltog även vid OS i Helsingfors 1952, där slogs han ut i ett mellanheat på 400 meter häck.
Han är begravd på Bromma kyrkogård.